# Oszkár Gerde
Oszkár Gerde (Budapest, 8 luglio 1883 – Campo di concentramento di Mauthausen-Gusen, 8 ottobre 1944) è stato uno schermidore ungherese di origine ebraica, vittima dell'Olocausto. Fu vincitore di due medaglie d'oro nella scherma ai giochi olimpici.